# Hueseplein
Het Hueseplein is een plein in de wijk Keizer Karelpark in het zuiden van de Noord-Hollandse stad Amstelveen. Het plein is feitelijk een verbreding aan beide zijden van de Van der Leeklaan die na de Van der Hooplaan overgaat eveneens met een verbreding aan beide zijden in de Van Maasdijklaan.
Het plein, evenals de omgeving, dateert van rond 1960 en kent laagbouwwoningen en etagewoningen van maximaal drie woonlagen met beneden winkels. Ook bevinden zich aparte (uitbouwen) van winkels op drie van de vier hoeken van het plein. Naast winkels bevindt zich er ook horeca, dienstverlenende en (para)medische bedrijven. Het plein is een van de wijkwinkelcentra van de wijk Keizer Karelpark.
Bus 178 en R-netlijn 357 van Connexxion hebben een halte op de Van der Hooplaan bij het plein.
Het plein is vernoemd naar Jan Huese (1891-1943), verzetsstrijder en officier in het Nederlandse leger en lid van een spionagegroep die hulp bood aan Engelandvaarders en RAF piloten.

## Trivia
Het plein speelt een rol in het jeugdboek Een spaarpot is spoorloos waar elke woensdagmiddag een rijdend bijkantoor van de Spaarbank voor de stad Amsterdam stond geparkeerd.